# Меса де Сан Лорензо (Окампо)
Меса де Сан Лорензо (шп. Mesa de San Lorenzo) насеље је у Мексику у савезној држави Чивава у општини Окампо. Насеље се налази на надморској висини од 2020 м.

## Становништво
Према подацима из 2005. године у насељу су живела 4 становника.

### Хронологија
| Година       | 2000         | 2005 |
| ------------ | ------------ | ---- |
| Становништво | 38 (19 / 19) | 4    |

### Попис
| # | Индикатор                        | Вредност |
| - | -------------------------------- | -------- |
| 1 | Укупно појединачних домаћинстава | 1        |